# Straight Outta Compton: NWA 10th Anniversary Tribute
Straight Outta Compton: NWA 10th Anniversary Tribute est un album-compilation en hommage à Straight Outta Compton de N.W.A, sorti en 1998.
Dans cet opus, des artistes du label Ruthless Records ainsi que des membres du groupe et des proches reprennent les morceaux de l'album original, sorti dix ans plus tôt. Seul Something 2 Dance 2 n'a pas été réenregistré. 
L'album s'est classé 31e au Billboard 200 et 142e au Top R&B/Hip-Hop Albums.

## Liste des titres
| No  | Titre                          | Interprète(s)                           | Durée |
| --- | ------------------------------ | --------------------------------------- | ----- |
| 1.  | Straight Outta Compton         | King Tee, MC Eiht et Dresta             | 4:11  |
| 2.  | Fuck tha Police                | Bone Thugs-N-Harmony                    | 5:01  |
| 3.  | Gangsta Gangsta                | Snoop Dogg et C-Murder                  | 4:39  |
| 4.  | If It Ain't Ruff               | WC                                      | 3:43  |
| 5.  | Parental Discretion Iz Advised | The Comrads, Allfrumtha I et Boo Kapone | 4:18  |
| 6.  | 8 Ball                         | Jayo Felony                             | 4:24  |
| 7.  | Something Like That            | J Dubb et Ant Banks                     | 3:14  |
| 8.  | Express Yourself               | Silkk the Shocker                       | 4:22  |
| 9.  | Compton's N the House (Live)   | NWA                                     | 2:01  |
| 10. | I Ain't Tha 1                  | Mr. Mike                                | 5:28  |
| 11. | Dopeman                        | Mack 10                                 | 4:00  |
| 12. | Quiet on tha Set               | Big Pun, Fat Joe et Cuban Link          | 4:00  |